# Суров, Сергей Михайлович
Сергей Михайлович Суров (27 марта 1964 — 1 февраля 2005, Москва) — советский и российский футболист, нападающий.

## Биография
Воспитанник московского «Локомотива», в команде — с 1981 года, в 1983—1984 годах провёл в первой лиге 32 игры, забил три мяча. Сезон 1985 провёл в смоленской «Искре», с которой дошёл до полуфинала Кубка СССР. В дальнейшем играл за клубы низших лиг СК ФШМ Москва (1986), «Красная Пресня» Москва (1987), «Геолог» Тюмень (1987—1988, 1990), «Кузбасс» Кемерово (1989), «Рубин» Казань (1991), «Торгмаш» Люберцы (1991), «Торпедо-МКБ» Мытищи (1992—1994), «Красногвардеец» Москва (1995).
Скончался в 2005 году на 41-м году жизни.